# Рокасо
Рокасо (исп. Rocazo) — социальный протест жителей города Хенераль Рока (провинция Рио-Негро) против диктаторского режима в стране, вылившийся в июне 1972 г. в создание оппозиционного правительства в городе. Эти события стали частью аналогичных волнений и восстаний (коррентинасо, росариасо, кордобасо и др.) против сменявших друг друга военных режимов в Аргентине. Одним из руководителей восстания был судья Эрнесто Рубен Иглесиа Хант (1932−2003).